# Crédac

Le Crédac est le centre d'art contemporain d'Ivry-sur-Seine, dans le département du Val-de-Marne et la région Île-de-France.

## Historique
Le Centre d'art contemporain d'Ivry - le Crédac, créé en 1987, a d'abord été implanté dans les fondations du centre Jeanne-Hachette construit par l’architecte Jean Renaudie au début des années 1970. Situé 93 avenue Georges-Gosnat, en centre-ville, cet espace bénéficiait, avec la galerie Fernand-Léger, de 600 m2 dévolus aux expositions (trois ou quatre par an, aussi bien des monographies que des expositions collectives).
Durant l'été 2011, le Crédac s'installe à la Manufacture des œillets où, au troisième étage du bâtiment, 450 m2 sont dédiés aux expositions. La Manufacture est rendue à son activité initiale d’atelier de production : ateliers de création, de mûrissement et de production pour les artistes ; ateliers de pratiques artistiques, d’expérimentation et de médiation pour les différents publics ; ateliers de discussion et de réflexion lors de workshops, de rencontres et de débats.

### Statut
Le Crédac est une association bénéficiant du soutien de la ville d'Ivry-sur-Seine, de la direction régionale des Affaires culturelles d'Île-de-France (ministère de la Culture et de la Communication), du conseil départemental du Val-de-Marne et du conseil régional d'Île-de-France.
Le centre est membre du réseau Tram (réseau d'art contemporain Paris/Île-de-France) et de l'association française de développement des centres d'art contemporain.
Depuis 2018, il est labellisé Centre d'art contemporain d'intérêt national.
Il est dirigé par Claire Le Restif.

### Quelques artistes exposés
- Boris Achour
- Dove Allouche
- Lara Almarcegui
- Leonor Antunes
- Michel Aubry
- Vincent Beaurin
- Dominique De Beir
- Karina Bisch
- Stéphane Calais
- Mircea Cantor
- Peter Coffin
- Delphine Coindet
- Christophe Cuzin
- Simone Decker
- Koenraad Dedobbeleer
- Ollivier Dollinger
- Valérie Favre
- Aurélien Froment
- Geert Goiris
- Laurent Grasso
- Derek Jarman
- Véronique Joumard
- Vincent Lamouroux
- Didier Mencoboni
- Mathieu Mercier
- François Morellet
- Benoît-Marie Moriceau
- Estefanía Peñafiel Loaiza
- Daniel Pommereulle
- Didier Rittener
- Peter Stampfli
- Keiichi Tahara
- Pierre Vadi
- Emmanuelle Villard
- Jessica Warboys

## Publications
- INDEX 1987–2017 - 30 ans du Centre d’art contemporain d’Ivry — le Crédac[4], collectif[5], Paris, Éditions Dilecta, 2018, 800 ill. couleur et noir/blanc, 682 p.  (ISBN 978-2-37372-045-7)[6]

## Transports
Ce site est desservi par la station de métro Mairie d'Ivry.